# Liste der Museen im Landkreis Dachau
Die Liste der Museen im Landkreis Dachau  gibt einen Überblick über aktuelle und ehemalige Museen im Landkreis Dachau in Bayern.

## Aktuelle Museen
| Gemeinde         | Name                         | Kurzbeschreibung | gegründet/ eröffnet | Träger                                      | Standort                                    | Bild           | Link |
| ---------------- | ---------------------------- | --- | ------------------- | ------------------------------------------- | ------------------------------------------- | -------------- | ---- |
| Altomünster      | Brauereimuseum               | Die Ausstellung in den historischen Räumen einer Privatbrauerei zeigt Gerätschaften und Werkzeuge der Bierbrauer. | 1985                | Privat                                      | Kapplerbräu                                 |                |      |
| Altomünster      | Gaudnek Europa Museum        | Die Ausstellung umfasst rund 400 Werke des Pop-Art-Künstlers Walter Gaudnek. | 1999                | Privat                                      | !548.3878705511.2584295 48.38787 11.258429  |                |      |
| Altomünster      | Museum Altomünster           | Das Museum führt durch die Geschichte des Erlöserordens der heiligen Birgitta von Schweden und des Klosters Altomünster. Daneben finden Kunstausstellungen statt.                                                                                                  | 1. Feb. 1997        | Museums- und Heimatverein Altomünster e. V. | !548.3882185511.2585995 48.388218 11.258599 | weitere Bilder |      |
| Dachau           | Bezirksmuseum                | Das Museum zeigt rund 2000 Exponate zur Kulturgeschichte und Volkskunde der Region. Themen sind die Dachauer Geschichte, bürgerliche Arbeitskultur und bäuerliches Wohnen, Volksfrömmigkeit und die Dachauer Tracht.                                               | 1905                | Zweckverband Dachauer Galerien und Museen   | Ehemaliges Kastenamt                        | weitere Bilder |      |
| Dachau           | Gemäldegalerie               | Die Ausstellung dokumentiert die Entstehung und Entwicklung der Landschaftsmalerei in der Region und der Künstlerkolonie Dachau im 19. und 20. Jahrhundert. | 1908                | Zweckverband Dachauer Galerien und Museen   | Obergeschoss der Sparkasse                  | weitere Bilder |      |
| Dachau           | KZ-Gedenkstätte Dachau       | Die Hauptausstellung im ehemaligen Wirtschaftsgebäude erinnert an die Errichtung des Konzentrationslagers während der NS-Herrschaft und das Schicksal der KZ-Häftlinge. Verschiedene Einrichtungen auf dem Gelände sind museal erhalten oder wurden rekonstruiert. | 9. Mai 1965         | Stiftung Bayerische Gedenkstätten           | Gelände des ehemaligen KZ Dachau            | weitere Bilder |      |
| Erdweg           | Hutter-Museum                | Das Museum im alten Pfarrhof zeigt eine Sammlung von Gebrauchsgegenständen und Zeitzeugnissen des Großberghofener Schuhmachers Simon Hutter sowie archäologische Funde aus der Region und die geschichtliche Entwicklung der Gemeinde Erdweg.                      | 1999                | Förderverein Hutter-Heimatsammlung e. V.    | Großberghofen                               |                |      |
| Haimhausen       | Heimatmuseum                 | Das Museum zeigt Gegenstände aus dem bäuerlichen Leben des 19. und 20. Jahrhunderts und Gemälde regionaler Künstler. | 22. Nov. 1986       |                                             | Untergeschoss des Kinderhauses              |                |      |
| Karlsfeld        | Heimatmuseum                 | Das Museum führt durch die 200-jährige Geschichte der Gemeinde und informiert über Herkunft, Vertreibung und Integration vieler Karlsfelder Bürger. | 2003                | Heimatmuseum Karlsfeld e. V.                | Altes Rathaus                               |                |      |
| Markt Indersdorf | Augustiner Chorherren Museum | Das Museum erläutert die Ordensgeschichte und die kulturellen und wissenschaftlichen Leistungen der Augustiner-Chorherren sowie die wechselvolle Nutzung des Klosters Indersdorf.                                                                                  | Okt. 2014           | Heimatverein Indersdorf e. V.               | Mesnerhaus und Torturm des Klosters         |                |      |
| Weichs           | Bauernhofmuseum              | Zwei nach Ebersbach versetzte, vom Besitzer bewohnte und bewirtschaftete Hauptgebäude aus dem 18. Jahrhundert mit Nebengebäuden können von Schulklassen besichtigt werden.                                                                                         |                     | Privat                                      | Ebersbach                                   |                |      |